# Chelmonops truncatus
Chelmonops truncatus är en fiskart som först beskrevs av Kner, 1859.  Chelmonops truncatus ingår i släktet Chelmonops och familjen Chaetodontidae. IUCN kategoriserar arten globalt som livskraftig. Inga underarter finns listade i Catalogue of Life.